# Life of a Thoroughbred
Life of a Thoroughbred ist ein US-amerikanischer Kurzfilm von Tom Cummiskey aus dem Jahr 1941.

## Handlung
Der Kurzfilm folgt dem Leben eines Rennpferdes. Als neugeborenes Fohlen versucht es zunächst einfachste Dinge: Aufzustehen und zu trinken. Später wird ihm zum ersten Mal ein Halfter angelegt und es darf mit der Mutter auf die Weide. Der Trainer erscheint und beobachtet Fohlen und Mutter. In der nächsten Zeit wird das Fohlen von der Mutter entwöhnt, so bleibt es allein im Stall zurück, während die Stute zu den anderen Pferden auf die Weide gelassen wird.
Nachdem das Hengstfüllen entwöhnt ist, wird es mit anderen Hengstfüllen auf die Weide gelassen. Später wird es an den Sattel gewöhnt und zunächst im Stall und später außerhalb des Stalls und auf der Pferderennbahn geritten. Es folgen Szenen des Pferdetransports per Zug vom Bahnhof in Lexington zur Rennstrecke. Das Rennpferd Whirlaway wird eingeritten, später gewaschen und gebürstet und tritt schließlich beim Triple Crown an: Er gewinnt mit Jockey George Edward Arcaro das Kentucky Derby, Preakness Stakes und Belmont Stakes und trägt am Ende einen Siegerkranz.

## Produktion
Life of a Thoroughbred wurde auf Warren Wrights Rennpferde-Farm Calumet Farm in Lexington, Kentucky, gedreht. Warren Wright und seine Frau Lucille Parker Wright treten selbst im Film in Erscheinung. Der Film erschien am 7. November 1941 als Teil der Kurzfilmreihe Sports Review.

## Auszeichnungen
Life of a Thoroughbred wurde 1942 für einen Oscar in der Kategorie „Bester Dokumentar-Kurzfilm“ nominiert, konnte sich jedoch nicht gegen Churchill’s Island durchsetzen.